# Ragnar Rydbeck
Bror Ragnar Olof Richard Rydbeck, född 2 juni 1894 i Värnamo, död 4 februari 1955 i Värnamo, var en svensk fotograf, konstnär och dekorationsmålare.
Han var son till författaren Axel Axelsson Rydbeck och Albertina Elisabet Fogelin. Rydbeck arbetade först inom fotobranschen men ändrade inriktning och arbetade några år som bokbindare innan han studerade konst. Han var under flera år anställd som dekoratör och dekorationsmålare vid Nordiska kompaniet i Stockholm.